# Tomoaki Sano
Tomoaki Sano (佐野 友昭 Sano Tomoaki?), född 14 april 1968 i Shizuoka prefektur, är en japansk före detta fotbollsspelare.
Sano började sin karriär 1987 i Toyota Motors (Nagoya Grampus Eight). Efter Nagoya Grampus Eight spelade han för NKK, Avispa Fukuoka, Sagawa Express Tokyo och Mito HollyHock. Han avslutade karriären 2000.